# Cryptohelcostizus fumipennis
Cryptohelcostizus fumipennis är en stekelart som beskrevs av Henry Keith Townes, Jr. 1962. Cryptohelcostizus fumipennis ingår i släktet Cryptohelcostizus och familjen brokparasitsteklar. Inga underarter finns listade i Catalogue of Life.